# Леон Кам'є
Леон Стюарт Кам'є (англ. Leon Stuart Camier; народився 4 серпня 1986, Ешфорд, Велика Британія) — британський мотогонщик, учасник чемпіонатів світу з шосейно-кільцевих мотогонок у серіях MotoGP, Superbike та Supersport. Чемпіон Великої Британії у класі Superbike (2009) та Supersport (2005).

## Кар'єра

### MotoGP
У сезоні 2014 Леон замінив у команді «Drive M7 Aspar» травмованого Нікі Хейдена на чотирьох етапах. На Гран-Прі Чехії він здобув перше очко за часи виступів у MotoGP, зайнявши 15-е місце.

#### У розрізі сезонів
| Сезон | Клас   | Команда                   | Мотоцикл       | Гонки | Пер | Под | ПП | НК | Очки | Місце |
| ----- | ------ | ------------------------- | -------------- | ----- | --- | --- | -- | -- | ---- | ----- |
| 2002  | 125cc  | Italjet Racing Service    | Italjet        | 3     | 0   | 0   | 0  | 0  | 0    | —     |
| 2003  | 125cc  | Metasystem Racing Service | Honda          | 9     | 0   | 0   | 0  | 0  | 0    | —     |
| 2014  | MotoGP | Drive M7 Aspar            | Honda RCV1000R | 4     | 0   | 0   | 0  | 0  | 1    | 27    |

## Цікаві факти
- У 2010 році Леон під час заїзду на австралійській трасі Філіп-Айленд на швидкості 200 км/год в'їхав у чайку. В результаті цього він впав, але серйозних трамв, на щастя, вдалося уникнути.[3]

## Зовнішні посилання
- Профіль [Архівовано 3 лютого 2014 у Wayback Machine.] на офіційному сайті MotoGP (англ.)